# Juan Hernangómez
Juan Alberto „Juancho” Hernangómez Geuer (ur. 28 września 1995 w Madrycie) – hiszpański koszykarz, występujący na pozycjach skrzydłowego, reprezentant kraju, od 2023 zawodnik Panathinaikosu Ateny.
5 lutego 2020 trafił w wyniku wymiany z udziałem czterech zespołów do Minnesoty Timberwolves. 25 sierpnia 2021 został wytransferowany do Memphis Grizzlies. 15 września 2021 trafił do Boston Celtics. 19 stycznia 2022 został wymieniony do San Antonio Spurs. 9 lutego 2022 został wytransferowany do Utah Jazz. 27 lipca 2022 zawarł umowę z Toronto Raptors. 28 lutego 2023 opuścił klub. 27 lipca 2023 zawarł umowę z greckim Panathinaikos BC.

## Osiągnięcia
Stan na 14 września 2023, na podstawie, o ile nie zaznaczono inaczej.

### Indywidualne
- Najlepszy młody zawodnik Ligi Endesa (2016)
- Zaliczony do I składu najlepszych młodych zawodników Ligi Endesa (2016)

### Reprezentacja
Seniorska
- Mistrz:
  - świata (2019)
  - Europy (2022)
- Brązowy medalista mistrzostw Europy (2017)
- Uczestnik mistrzostw świata (2023 – 9. miejsce)[12]

Młodzieżowe
- Wicemistrz Europy U–20 (2014, 2015)
- Brązowy medalista mistrzostw Europy U–18 (2013)
- Zaliczony do I składu mistrzostw Europy U–20 (2015)